# Meadvale
Meadvale – wieś w Anglii, w hrabstwie Surrey, w dystrykcie Reigate and Banstead. Leży 32 km na południe od centrum Londynu.